# درامن
درّامن (بالنرويجية: Drammen)‏ هي إِحدى بلدات مُحافَظة بوسكرود جنُوب غرب العاصِمة أُوسلُو، مملكة النُروِيج. تقع على ضفتّي نهر درّامن على مسافة 40 كم (25 ميِلاً) تقريباً من مدينة أُوسلُو المركز الثقافيّ والصناعيّ والاقتصاديّ الرئيسيّ لِمملكة النُروِيج. وتبلُغ مِساحتها حوالي (137 كم²)، ويبلُغ عدد سُكّانها نحوِ 68451 نَسَمَة. تضم المدينة أحد فروع الحرم الجامعي لجامعة جنوب شرق النرويج. وقد عُثِّر على نُقُوش للبوادِر الأولى لنشاط بَشرِيّ في المنطقة، يعوِّد تاريخها إلى العصر الحجريّ الحدِيث. يأتي الاسم درّامن بمعنى (مَوْجَة) من اللُّغة الإسكندنافية القدِيمة.

## المدن التوأم لدرّامن
تربط درّامن عَلاقة توأمة مُدنٌ مَع المُدن التّالِية :
- السويد: مدينة أوربرو.
- الدنمارك: مدينة كولدنغ.
- فنلندا: مدينة لابينرنتا.
- آيسلندا: مدينة ستيكيشولمور.

## صور

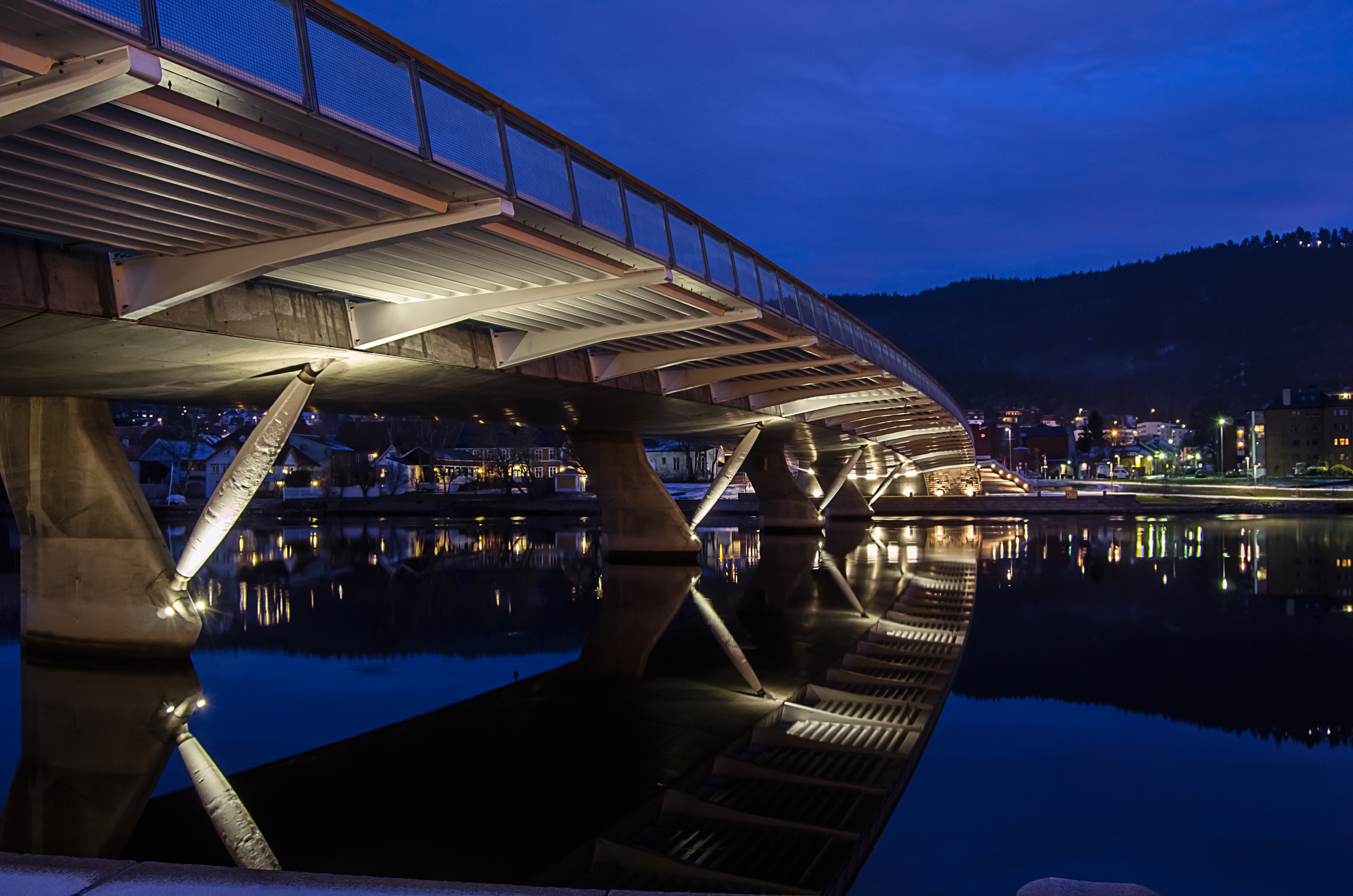
أحد جُسُورٌ مَدِينة درّامن الخمسة
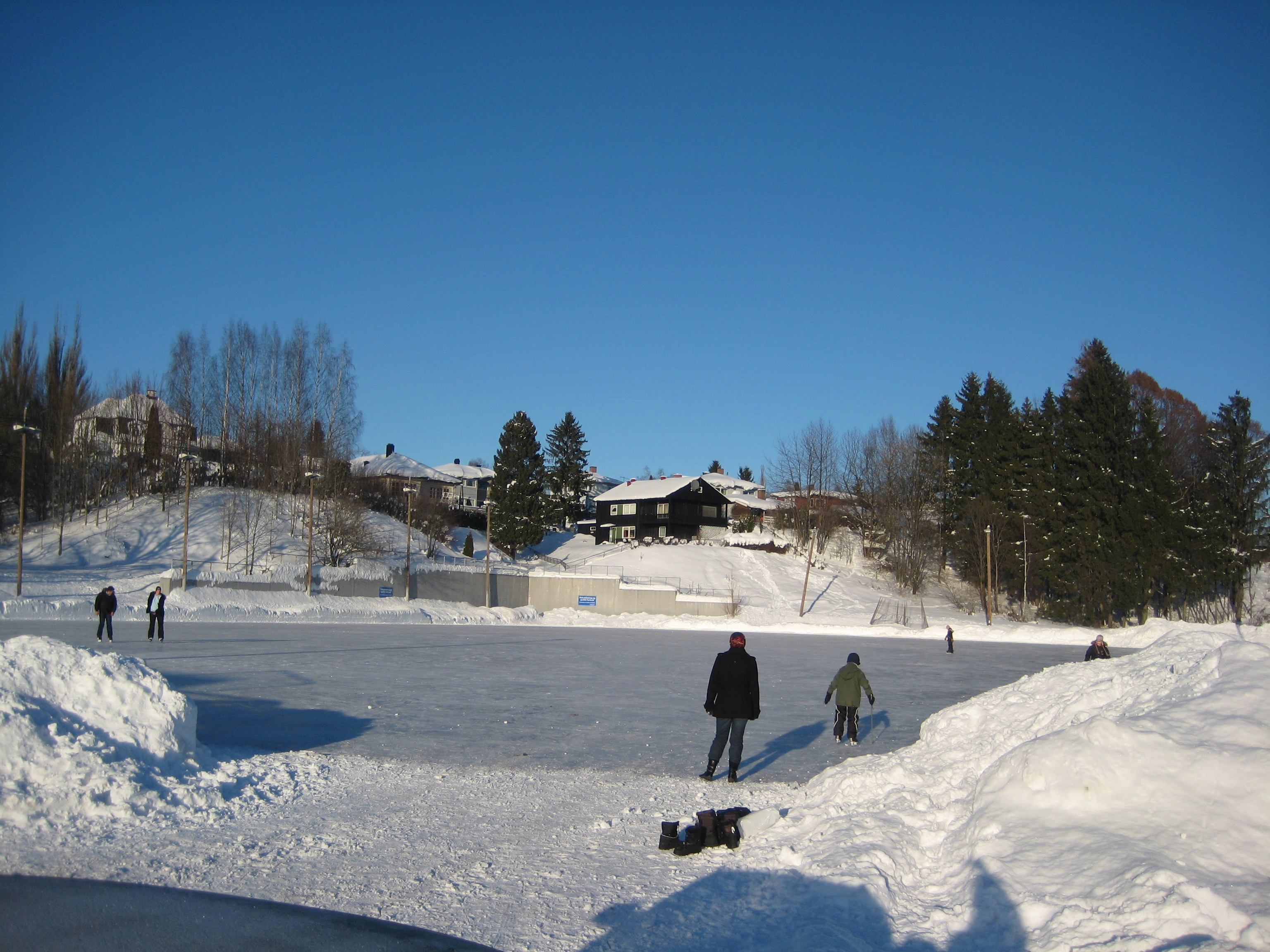
التزلُّج عَلَى الجَلِيدِ في يوم شتائي مشرق
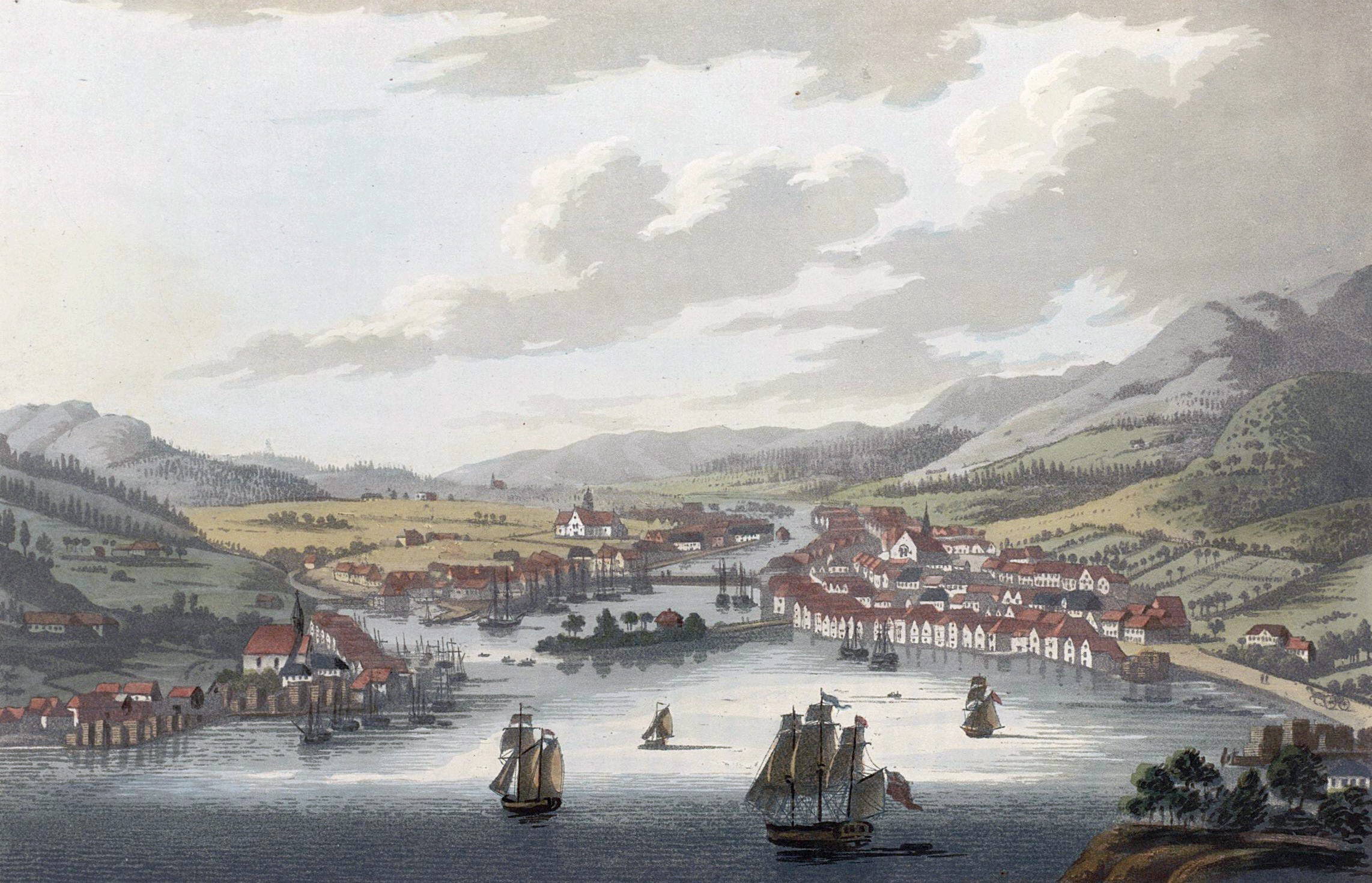
درّامن برِيشةٌ الفَنَّانُ جون وليام إدي (1760-1820)
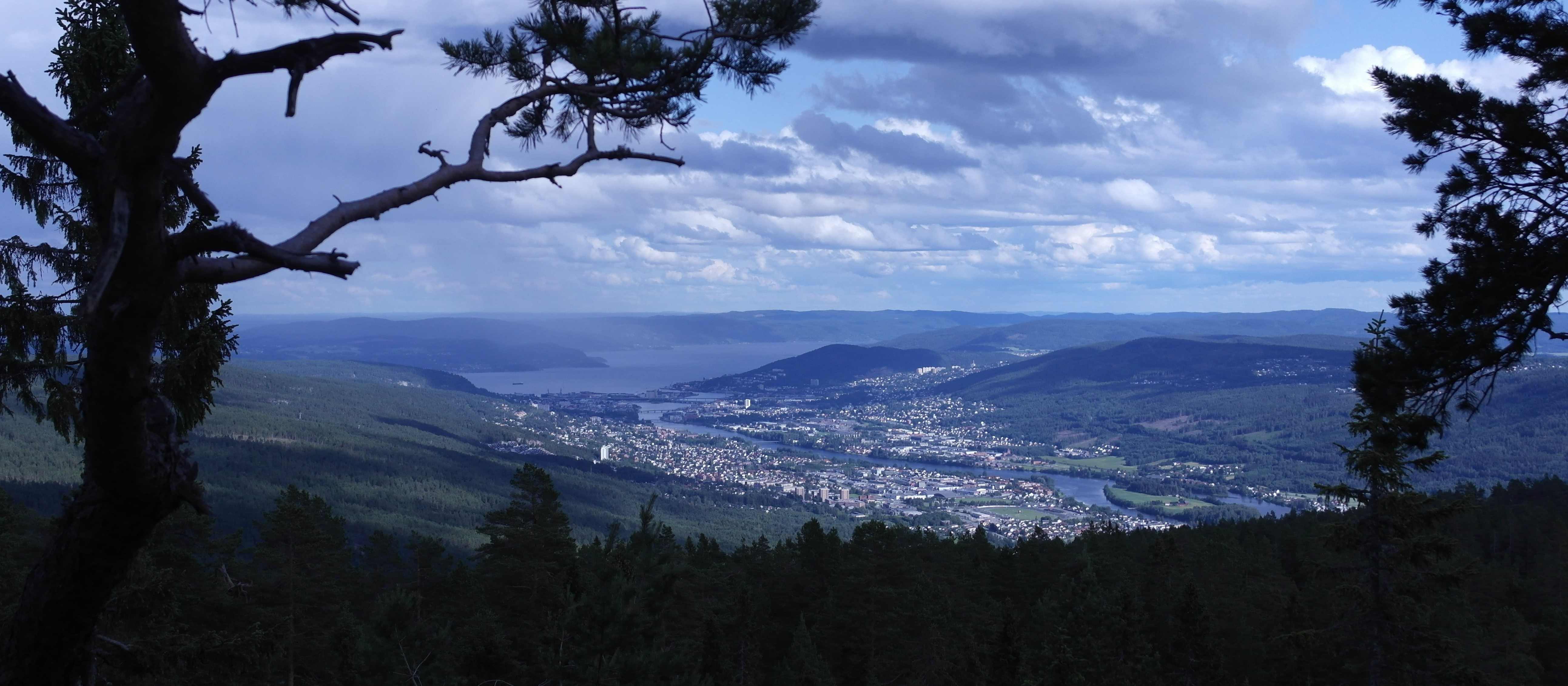
منظر عام للمدينة
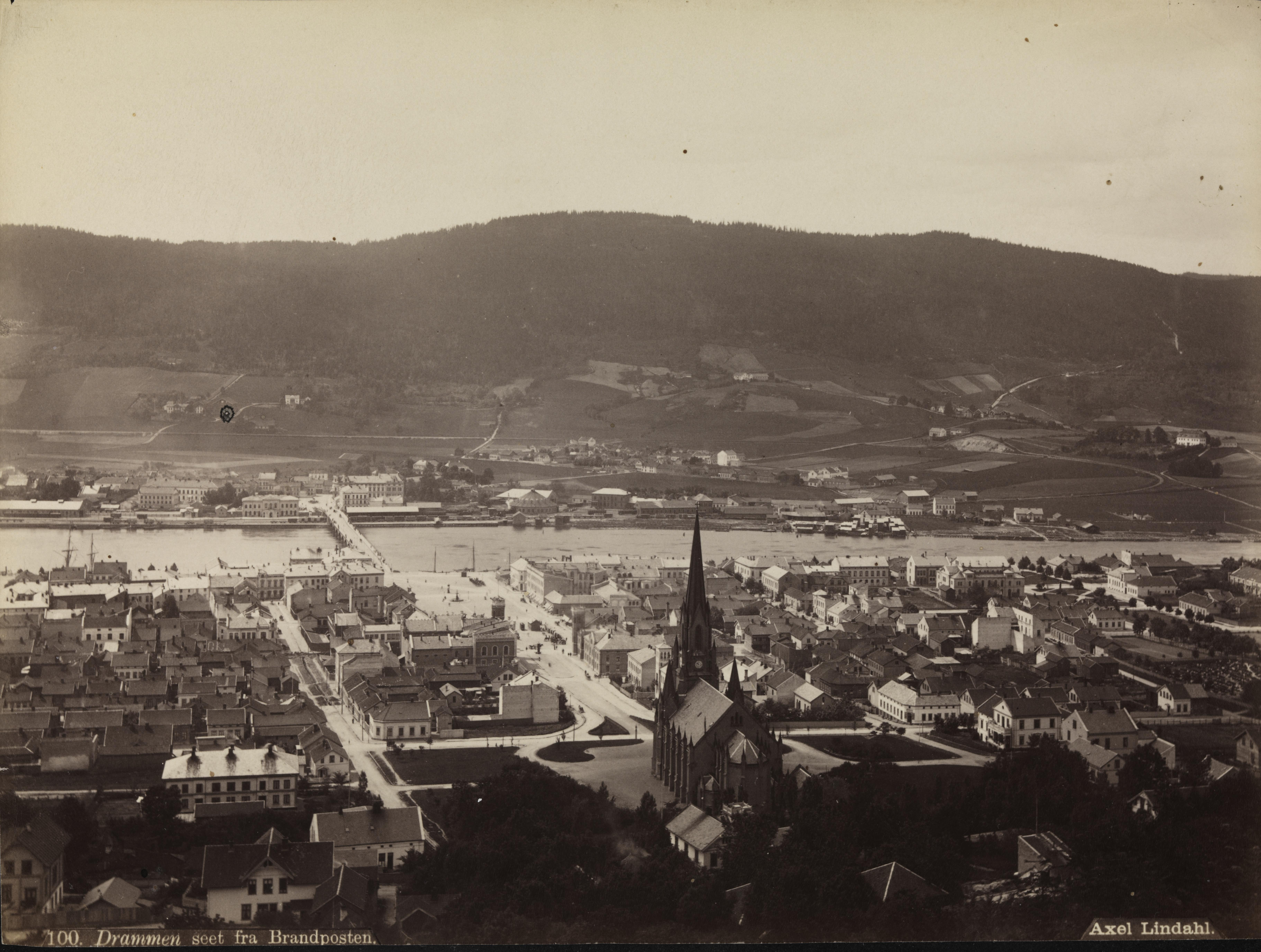
درّامن بين عَامّي (1880-1890)
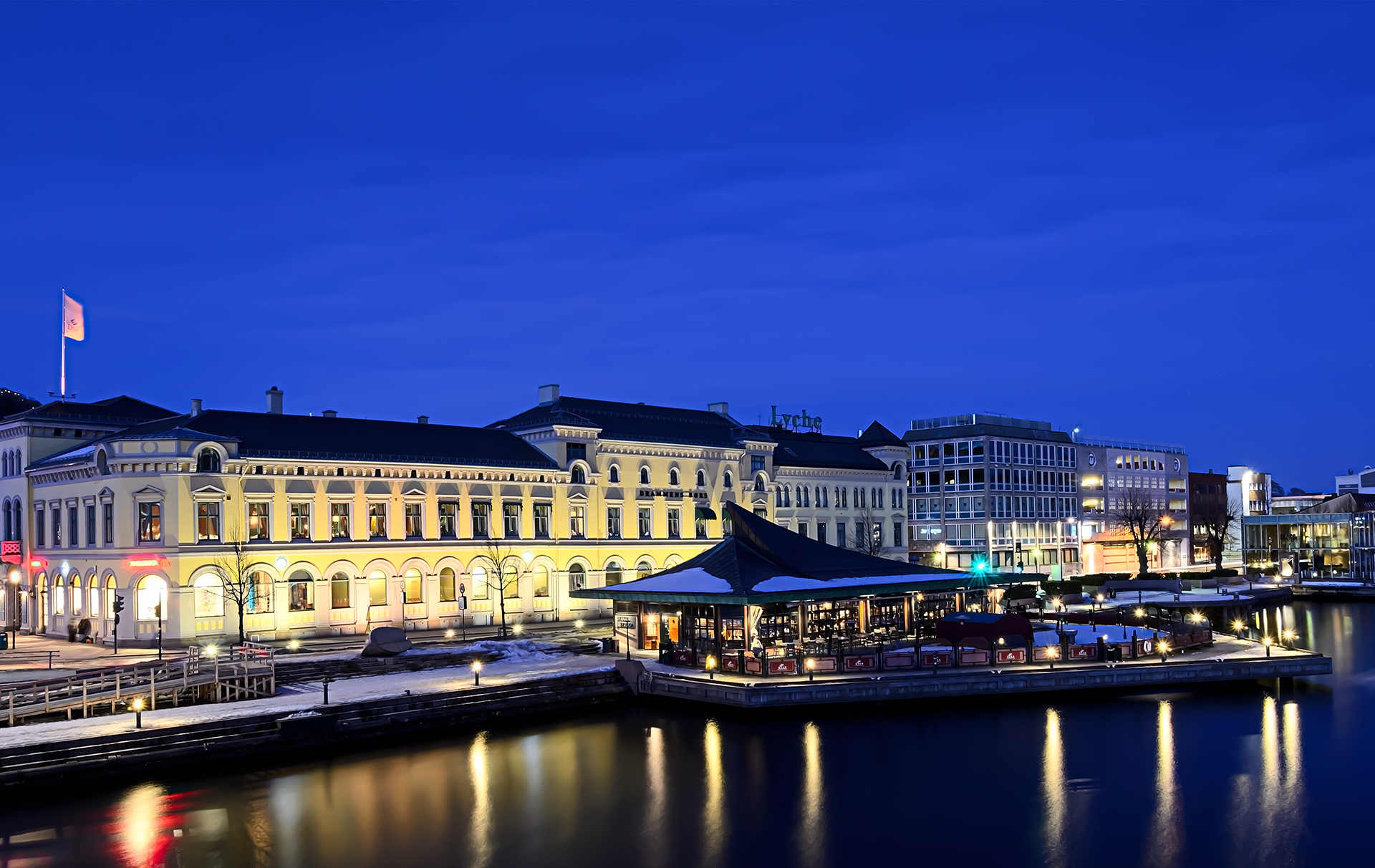
جانبٌ من ضِفَّةٌ نَهرِ درّامن
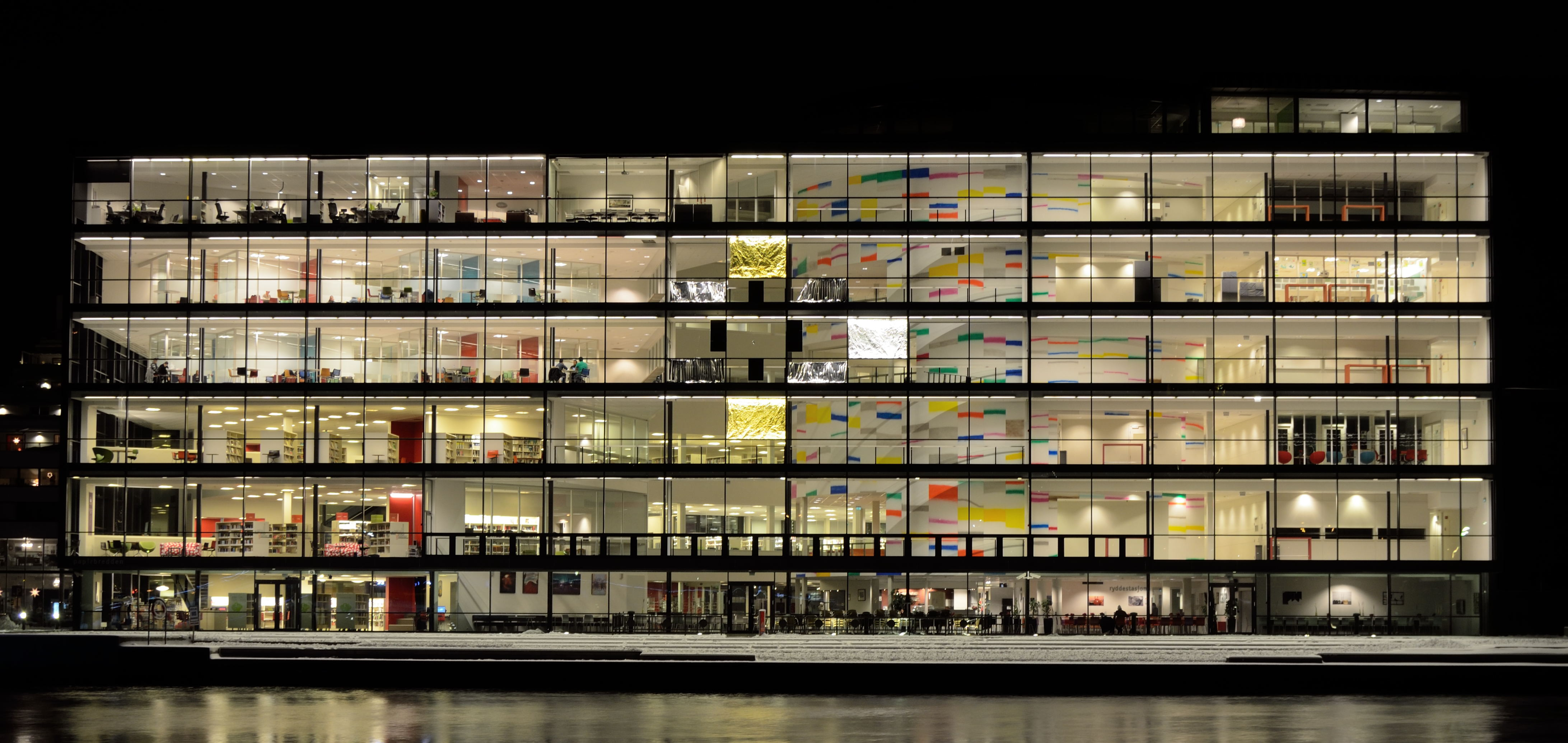
مَكْتبةٌ درّامن العامّة
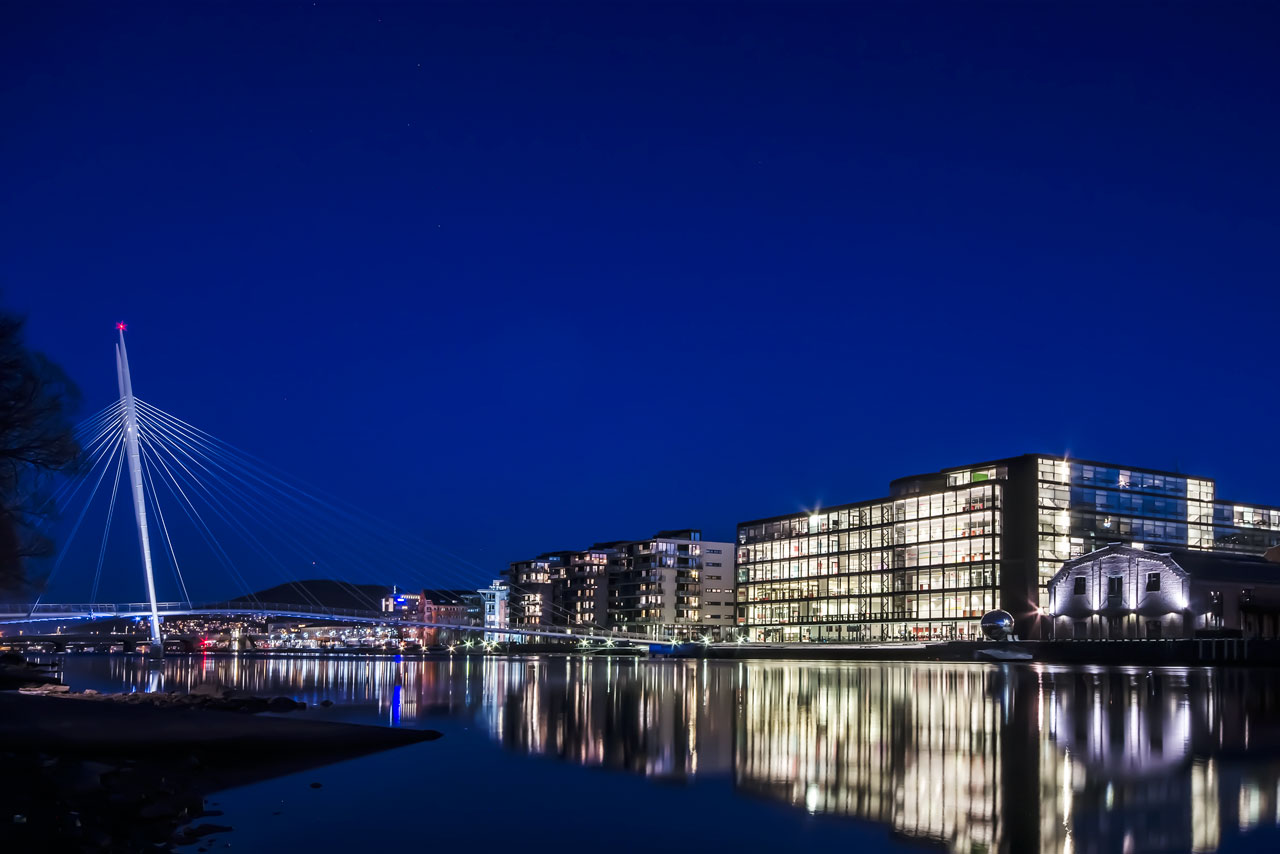
صُورةٌ تجمّع مَركز الاتّحاد الثّقَافِيّ والمَكْتبةٌ العامَّة مع جِسْرٌ يبيسِلون

## روابط خارجية
- الموقع الرسميّ (باللُغة النُروِيجية، والإِنجِلِيزِيَة).
- المَوسُوعةُ النُروِيجية الكُبرى (باللُغة النُروِيجية).